# Свейу
Свейу (норв. Sveio) — коммуна в губернии Хордаланн в Норвегии. Административный центр коммуны — город Свейу. Официальный язык коммуны — нюнорск. Население коммуны на 2007 год составляло 4825 чел. Площадь коммуны Свейу — 245,74 км², код-идентификатор — 1216.

## История населения коммуны
Население коммуны за последние 60 лет.

Статистика коммуны Свейу